# Diocèse de San Pedro
Ne doit pas être confondu avec archidiocèse de San Pedro Sula, Diocèse de San Pedro de Macorís ou Diocèse de San-Pédro en Côte d'Ivoire.
Le diocèse de San Pedro (en latin : Dioecesis Sancti Petri Apostoli) ; en espagnol : Diócesis de San Pedro) est un diocèse de l'Église catholique du Paraguay suffragant de l'archidiocèse d'Asuncion.

## Territoire

diocèse de San Pedro en rouge

Le diocèse englobe le département de San Pedro ce qui fait un territoire de 20 002 km divisé en 22 paroisses. Le siège épiscopal est dans la ville de San Pedro de Ycuamandyyú où se trouve la cathédrale saint Pierre.
C'est une des régions les plus pauvres du pays, miné par les trafics de drogue et la présence d'une force paramilitaire. Huit habitants sur dix sont ruraux.

## Histoire
Le diocèse est érigé le 5 juin 1978 par la constitution apostolique Ad christiani populi du pape Paul VI en recevant une partie du territoire du diocèse de Concepción en Paraguay.

## Évêques
- Oscar Páez Garcete (de) (5 juin 1978 - 10 juillet 1993), nommé évêque d'Alto Paraná.
- Fernando Lugo, SVD (5 mars 1994 - 11 janvier 2005)
  - Sede vacante (2005-2007)
- Adalberto Martínez Flores (19 février 2007 - 14 mars 2012), nommé à l'Ordinariat militaire du Paraguay
- Pierre Jubinville, CSSp (6 novembre 2013 - )